# 7436 Kuroiwa
7436 Kuroiwa eller 1994 CB2 är en asteroid i huvudbältet som upptäcktes den 8 februari 1994 av de båda japanska astronomerna Kazuro Watanabe och Kin Endate vid Kitami-observatoriet. Den är uppkallad efter den japanske astronomen Goro Kuroiwa.
Asteroiden har en diameter på ungefär 5 kilometer.